# نیتا بارو
نیتا بارو (انگلیسی: Nita Barrow; زاده ۱۵ نوامبر ۱۹۱۶ – درگذشته ۱۹ دسامبر ۱۹۹۵) سیاست‌مدار اهل باربادوس بود. وی از ۶ ژوئن ۱۹۹۰ تا ۱۹ دسامبر ۱۹۹۵ فرماندار کل باربادوس بود. او اولین زنی است که در تاریخ این کشور به این مقام می‌رسد.
نیتا بارو در ۱۹ دسامبر ۱۹۹۵، در سن ۷۹ سالگی درگذشت.